# Fernando Amaral
Fernando Monteiro do Amaral, (Cambres, Lamego, 13 janvier 1925 – Lamego, 26 janvier 2009), est un homme politique et parlementaire portugais.

## Carrière
Il est diplômé d'une licence en droit de la Faculté de droit de l'Université de Lisbonne.
Il est Vereador de la Chambre Municipale et Président du Conseil Municipal de Lamego et Pourvoyeur de la Santa Casa da Misericórdia de Lisbonne.
Il est député à l'Assemblée constituante et à l'Assemblée de la République aux 1re, 3e, 4e, 5e et 6e législatures pour le Parti social-démocrate, et occupe le poste de ministre de l'Administration intérieure dans le 7e gouvernement constitutionnel puis de ministre adjoint du Premier ministre du Portugal Francisco Pinto Balsemão dans le 8e.
Il est élu vice-président de l'Assemblée de la République du 8 juin 1983 au 24 octobre 1984, et 7e président de l'Assemblée de la République du 25 octobre 1984 au 12 août 1987. Il est également membre du Conseil d'État portugais en tant que président de l'Assemblée de la République au cours de la même période.
De 1987 à 1989, il est député à l'Assemblée parlementaire du Conseil de l'Europe, dont il devient également vice-président.